# Duas Caras (telenovela)
Duas Caras é uma telenovela brasileira produzida e exibida pela TV Globo de 1 de outubro de 2007 a 31 de maio de 2008, em 210 capítulos. Substituiu Paraíso Tropical e foi substituída por A Favorita, sendo a 70.ª "novela das oito" a ser transmitida pela emissora.  
Foi a primeira novela da TV Globo a ser exibida em alta definição. Teve a autoria de Aguinaldo Silva, com colaboração de Glória Barreto, Maria Elisa Berredo, Nelson Nadotti, Izabel de Oliveira, Filipe Miguez e Sérgio Goldenberg, teve direção de Cláudio Boeckel, Ary Coslov e Gustavo Fernandez, com direção geral de Wolf Maya.
Contou com Dalton Vigh, Marjorie Estiano, Alinne Moraes, Stênio Garcia, Marília Pêra, Lázaro Ramos, Débora Falabella e Betty Faria.

## Enredo
A telenovela conta a história da vingança de Maria Paula contra Marconi Ferraço, que tinha outro rosto e outro nome quando cruzou o destino da jovem herdeira órfã, a roubou e a abandonou. Dez anos depois, ela o reencontra e decide fazer justiça. No entanto, os embates entre o ex casal e a existência de um filho em comum acabam revelando sentimentos inesperados. A trama possuiu duas fases distintas. A primeira introduziu os principais personagens e seus relacionamentos, e era focada majoritariamente nos protagonistas, Maria Paula e Ferraço. Após apenas nove capítulos, essa fase se encerrou e, em 10 de outubro de 2007, ocorre uma passagem de tempo de dez anos, avançando a telenovela e apresentando o restante dos personagens.

### Primeira fase
Quando criança, Juvenaldo mora com o pai Gilvan, e mais de dez irmãos em uma favela de palafitas em Igarassu, Pernambuco. Sem condições de sustentar a família, o homem vende Juvenaldo ao estelionatário e cafetão Hermógenes Rangel. Rebatizado de Adalberto Rangel, o menino abandona a família e segue com seu tutor, seguindo seus passos criminosos. Os anos passam e a história chega ao ano de 1997. Adalberto, já adulto, quer ganhar sua própria fortuna sem depender do seu mestre. Decidido a sumir de circulação, aplica um golpe em Hermógenes e foge para o Rio de Janeiro com todo o dinheiro dele.
Tempos depois, ele presencia um grave acidente e ao revistar os pertences das vítimas, o casal Waldemar e Gabriela, descobre uma mala com grande quantidade de dólares, apólices e a fotografia de uma jovem. Segue então para Passaredo, uma pequena cidade do interior (ambientada em São Bento do Sul, Santa Catarina) ao encontro da órfã, Maria Paula. O golpista mente para ela ao dizer que Gabriela pediu, antes de morrer, que ele cuidasse da moça. Os amigos da herdeira - sua governanta, Jandira, a filha da governanta e melhor amiga de infância, Luciana, e seu advogado e melhor amigo, Dr. Claudius (que é apaixonado por Maria Paula) - tentam alertá-la, mas o golpista é rápido e, mesmo no dia do velório de seus pais, ela é seduzida pelo vigarista e aceita se casar com ele. Pouco tempo depois, ela descobre que seu marido desapareceu levando toda a sua fortuna, deixando-a na miséria e grávida.
O golpista muda o rosto, o nome e o estilo de vida. Faz uma cirurgia plástica e transforma-se no respeitável empresário da construção civil Marconi Ferraço. Agora milionário, ele volta para o Rio de Janeiro e compra uma construtora quase falida, a GPN, e monta sua equipe de trabalho, associando-se ao engenheiro Gabriel Duarte e ao advogado Paulo Barreto, o Barretão, especialista em encontrar brechas para driblar a lei.

### Segunda fase
Dez anos depois, Maria Paula, agora nutricionista de um supermercado em São Paulo, é convidada a trabalhar no Rio de Janeiro na mesma época em que, coincidentemente, vê a seu ex-marido em uma reportagem de televisão e descobre que ele vive ali. Disposta a se vingar, a jovem muda para a cidade na companhia do filho Renato e do noivo Cláudius. Ferraço decide conquistar Maria Sílvia, moça milionária, elegante, de família tradicional, porém insensível, que passou muitos anos estudando na Universidade de Sorbonne, em Paris. Ela se apaixona por ele e aceita se casar meses depois. No dia da festa de noivado de Ferraço e Sílvia, Maria Paula, que havia descoberto que Adalberto Rangel adotou a identidade de Marconi Ferraço, o desmascara na frente de todos. Ela revela que o empresário é pai de seu filho Renato, garoto de dez anos. Com a cumplicidade de Sílvia, Ferraço se aproxima do garoto apenas para evitar que a ex-mulher o denuncie à justiça. Apesar de inicialmente usá-lo contra sua mãe, o vilão acaba desenvolvendo um afeto verdadeiro pelo único filho, já que havia se submetido a uma vasectomia, e Sílvia passe a odiar a criança. Maria Paula, por sua vez, se alia a Juvenal Antena e Branca, mãe de Sílvia, para resistir às armações do ex-marido. Na festa de aniversário de Renato, organizada por Maria Paula na mansão de Ferraço, o ex-casal dá indícios de que nutrem sentimentos um pelo outro. Desesperada, Sílvia tenta destruir a rival e seu filho. No entanto, ao tentar matar Renato afogado, faz mais claramente aparecer o lado humano de Ferraço, que se joga no lago para salvar o menino. A partir de então o empresário reconhece que desenvolveu novos sentimentos pelo filho e à ex-esposa e pede Maria Paula em casamento. Ela aceita casar com ele novamente visando recuperar seus bens e se vingar, mas impõe uma série de condições pouco favoráveis ao ex-marido. Neste meio tempo, Renato recebe um dossiê elaborado por Sílvia, com a prova de que o golpista roubou todos os bens de sua mãe, e o ex-vilão decide investigar suas origens em companhia do garoto, e assumir sua verdadeira identidade. Este era um dos requisitos de um contrato pré-nupcial proposto por Maria Paula para se casar de novo com Ferraço. Após o casamento dos dois, Sílvia tenta matar a rival com um tiro, mas a bala atinge o outrora vilão, que se coloca na frente da esposa para salvá-la. Comovida, Maria Paula, que havia exigido a separação de corpos em seu acordo pré-nupcial, se entrega ao marido, sem, no entanto, desistir que ele acerte contas com a justiça.
Maria Paula convence o marido a confessar seus crimes à polícia, enquanto Sílvia sequestra Renato, mas é encontrada e foge para França. Ferraço fica dois anos preso e, ao ser libertado, descobre que a esposa vendeu todos os seus bens e partiu com o filho para um destino desconhecido. Ele lamenta ter sido abandonado pela amada e um dia recebe um telefonema de Maria Paula perguntando como ele se sentia por ter sido roubado, assim como ela havia também sido roubada por ele. Maria Paula diz que deixou uma passagem no nome de Ferraço, e pede que ele vá ao seu encontro e de seu filho, e os dois terminam juntos.

## Elenco
| Intérprete          | Personagem                                                                  |
| ------------------- | --------------------------------------------------------------------------- |
| Dalton Vigh         | Marconi Ferraço (Ferraço) / Adalberto Rangel / Juvenaldo Ferreira           |
| Marjorie Estiano    | Maria Paula Fonseca do Nascimento                                           |
| Alinne Moraes       | Maria Sílvia Barreto Pessoa de Moraes                                       |
| Lázaro Ramos        | Evilásio Caó dos Santos                                                     |
| Débora Falabella    | Júlia de Queiroz Barreto                                                    |
| Stênio Garcia       | Paulo de Queiroz Barreto (Barretão)                                         |
| Marília Pêra        | Gioconda de Queiroz Barreto                                                 |
| Antônio Fagundes    | Juvenal Ferreira dos Santos (Juvenal Antena)                                |
| Susana Vieira       | Branca Maria Barreto Pessoa de Moraes                                       |
| Renata Sorrah       | Célia Mara de Andrade Couto Melgaço                                         |
| José Wilker         | Francisco Macieira (Macieira)                                               |
| Flávia Alessandra   | Alzira Correia Melgaço (Alzirão)                                            |
| Betty Faria         | Bárbara Carreira                                                            |
| Caco Ciocler        | Cláudius Maciel                                                             |
| Sheron Menezzes     | Solange Couto Ferreira                                                      |
| Juliana Alves       | Gislaine Caó dos Santos                                                     |
| Marcos Winter       | Deputado Narciso Tellerman                                                  |
| Ângelo Antônio      | Dorgival Correia                                                            |
| Marília Gabriela    | Margarida Maria dos Anjos (Guigui)                                          |
| Wolf Maya           | Geraldo Peixeiro                                                            |
| Letícia Spiller     | Maria Eva Monteiro Duarte                                                   |
| Oscar Magrini       | Gabriel Duarte                                                              |
| Paulo Goulart       | Heriberto Gonçalves                                                         |
| Otávio Augusto      | Antônio José Melgaço                                                        |
| Juliana Knust       | Débora Vieira Melgaço                                                       |
| Nuno Leal Maia      | Bernardo da Conceição                                                       |
| Mara Manzan         | Amara Leitão da Conceição                                                   |
| Thiago Mendonça     | Bernardo da Conceição Júnior (Bernardinho)                                  |
| Alexandre Slavieiro | Heraldo Carreira (Heraldinho)                                               |
| Leona Cavalli       | Dália Mendes                                                                |
| Lugui Palhares      | Carlos Palhares (Carlão)                                                    |
| Bárbara Borges      | Clarissa de Andrade Couto Melgaço                                           |
| Marcela Barrozo     | Ramona Monteiro Duarte                                                      |
| Diogo Almeida       | Rudolf Stenzel                                                              |
| Dudu Azevedo        | Paulo de Queiroz Barreto Filho (Barretinho)                                 |
| Cris Vianna         | Sabrina Dias                                                                |
| Adriana Alves       | Condessa Faustine Orlandi Pisani de Marelo Bertol de Finzi-Contini (Morena) |
| Júlio Rocha         | João Batista da Conceição (JB)                                              |
| Rodrigo Hilbert     | Ronildo do Anjos                                                            |
| Flávio Bauraqui     | Ezequiel Caó dos Santos                                                     |
| Eri Johnson         | José Caó dos Santos (Zé da Feira)                                           |
| Armando Babaioff    | Benoliel da Conceição                                                       |
| Júlia Almeida       | Fernanda Carreira (Nanda)                                                   |
| Ricardo Blat        | Pastor Inácio Lisboa                                                        |
| Chica Xavier        | Setembrina Caó dos Santos (Mãe Bina)                                        |
| Ivan de Almeida     | Misael Caó dos Santos                                                       |
| Guida Vianna        | Elenir                                                                      |
| Guilherme Gorski    | Eduardo Monteiro (Duda)                                                     |
| Wilson de Santos    | Josélio Bezerra Pinto (Jojô)                                                |
| Josie Antello       | Amélia dos Santos                                                           |
| Susana Ribeiro      | Edivânia Lisboa                                                             |
| Débora Nascimento   | Andréia Bijou                                                               |
| Cristina Galvão     | Lucimar                                                                     |
| Jackson Costa       | Waterloo de Sousa / Sufocador                                               |
| Débora Olivieri     | Adelaide                                                                    |
| Roberto Lopes       | Gilmar                                                                      |
| Paulinho Serra      | Ignácio Guevara                                                             |
| Sérgio Vieira       | Petrus Monteiro Duarte                                                      |
| Thaís de Campos     | Claudine Bel-Lac                                                            |
| Viviane Victorette  | Nadir                                                                       |
| Adriano Garib       | Silvano                                                                     |
| Gláucio Gomes       | Mariozinho Pedreira                                                         |
| Teca Pereira        | Nanã                                                                        |
| Dani Ornellas       | Joseane                                                                     |
| Ernesto Xavier      | Clementino                                                                  |
| Paola Crosara       | Rebeca Lisboa                                                               |
| Gabriel Sequeira    | Renato Fonseca do Nascimento Ferraço                                        |
| Luana Dandara       | Manoela Correia (Manu)                                                      |
| Lucas Barros        | Dorgival Correia Júnior (Dorginho)                                          |

### Participações especiais
| Intérprete          | Personagem                         |
| ------------------- | ---------------------------------- |
| Herson Capri        | João Pedro Pessoa de Moraes (Joca) |
| Tarcísio Meira      | Hermógenes Rangel                  |
| Vanessa Giácomo     | Luciana Alves Negroponte           |
| Eriberto Leão       | Ítalo Negroponte                   |
| Laura Cardoso       | Alice de Sousa Antena Ferraço      |
| Fúlvio Stefanini    | Waldemar Fonseca do Nascimento     |
| Bia Seidl           | Gabriela Fonseca do Nascimento     |
| Totia Meirelles     | Jandira Alves                      |
| Pedro Lucas Lopes   | Petrus (1ª fase)                   |
| Juliana Freire      | Ramona (1ª fase)                   |
| Vera Fischer        | Dolores Maciel                     |
| Werner Schunemann   | Humberto Silveira                  |
| Juan Alba           | Delgado Silva                      |
| Lady Francisco      | Odete                              |
| Carlos Vereza       | Helmut Erdann                      |
| Rogéria             | Astolfo                            |
| Carolina Kasting    | Luiza Fonseca                      |
| Monique Lafond      | Celinha                            |
| Maurício Gonçalves  | Afonso Henriques                   |
| Elizabeth Gasper    | Beatriz                            |
| Bruno Padilha       | Heitor                             |
| Paulo César Pereio  | Lobato                             |
| Antônio Firmino     | Apolo                              |
| Ruth de Souza       | Tia Nena                           |
| Selma Egrei         | Beth Gomes                         |
| Sérgio Viotti       | Manoel de Andrade Couto            |
| Fafy Siqueira       | Amora Leitão                       |
| Ida Gomes           | Dona Frida                         |
| Ana Karolina Lannes | Sofia Alves Negroponte             |
| Matheus Costa       | Leone Alves Negroponte             |
| Sylvia Massari      | Graça Lagoa                        |
| Gottsha             | Eunice Bezerra Pinto (Diva)        |
| Alexandre Liuzzi    | Dagmar                             |
| Guilherme Duarte    | Zidane                             |
| Lica Oliveira       | Fátima                             |
| Michael Joelsas     | Fernandinho                        |
| Anna Cotrim         | Telma                              |
| Babu Santana        | Montanha                           |
| Carlos Machado      | Dr. Siqueira                       |
| Lionel Fischer      | Dr. Arnaldo                        |
| Wendell Bendelack   | João Fuleiro                       |
| Eduardo Lara        | Frango Veloz                       |
| Isabela Lobato      | Heloísa                            |
| Bia Mussi           | Janete                             |
| Raphael Martinez    | Elvis                              |
| Leandro Ribeiro     | Osvaldo                            |
| Rafaela Victor      | Míriam Lisboa                      |
| Gilberto Miranda    | Divaldo                            |
| Marilice Consenza   | Socorro                            |
| Luciana Pacheco     | Denise                             |
| Raphael Rodrigues   | Brucely                            |
| Prazeres Barbosa    | Shirley                            |
| Adriano Dória       | Marcha Lenta                       |
| Laura Proença       | Salete Costa (Vesga)               |
| Raquel Villar       | Victória                           |
| Jorge Coutinho      | Celestino                          |
| Isio Ghelman        | Mr. Scott                          |
| Tathiane Manzan     | Ruth                               |
| Edmo Luis           | Gavião Sereno                      |
| Zé Luiz Perez       | Zé da Preguiça                     |
| Blota Filho         | Dr. Prachedes                      |
| Everaldo Pontes     | Gilvan Ferreira                    |
| Ilva Niño           | Risoleta                           |
| André Luiz Frambach | Juvenaldo Ferreira (jovem)         |
| Carolina Holanda    | Bárbara (jovem)                    |
| Bernardo Mesquita   | Adalberto (jovem)                  |
| Natasha Stransky    | Bijouzinha                         |
| Javier Gomez        | Dr. Hidalgo                        |
| Júlia Stockler      | Estudante                          |
| Jean Wyllys         | Ele Mesmo                          |

## Produção
Em 2007, houve uma disputa pelo horário que substituiria Paraíso Tropical entre Aguinaldo Silva e Benedito Ruy Barbosa – que escrevia uma trama intitulada Amor Pantaneiro. Aguinaldo acabou vencendo devido o temor da emissora de Benedito produzir outra "novela das oito" rural rejeitada pelo público como sua última, Esperança, em 2002, preferindo deixar o autor apenas produzindo remakes na faixa das 18h deixando Benedito sair novamente do horário nobre. Originalmente o autor intitulou a trama de É a Educação, Estúpido!, porém o nome foi considerado confuso pela direção e adaptado para Duas Caras para conseguir avaliar totalmente o público. No dia 23 de novembro, a Globo informou, por meio de nota oficial, que o autor Aguinaldo Silva se manteria afastado dos roteiros da trama, para "resolver problemas pessoais" - o que posteriormente atribuiu-se à hipertensão. Sua saída gerou controvérsia entre os atores e a imprensa especializada, incitando rumores de que ele havia sido demitido. Contudo, na mesma semana o autor retornou à produção, pois havia sido impedido de viajar a Portugal, por não ter renovado o passaporte.

### Mudanças no enredo
Em 2006, enquanto desenvolvia o primeiro esboço da novela, Aguinaldo revelou para o jornal O Globo que ela seria centrada em uma universidade na disputa pela reitoria entre a viúva do dono, a qual seria interpretada por Susana Vieira, e na amante dele, interpretada originalmente por Marília Gabriela, que havia tido uma filha bastarda fora do casamento. Entretanto, meses depois, o autor declarou em entrevista à Folha de S.Paulo que havia mudado a trama central e deslocado o núcleo da universidade, sendo que o fator principal da história seria sobre um censor dos tempos da ditadura militar, a qual ele queria que fosse interpretado por Eduardo Moscovis, que dava o golpe em uma jovem inocente para tomar sua fortuna, recorrendo à plasticas para mudar sua aparência e identidade. Segundo o autor, a história do personagem foi parcialmente baseada na figura do ex-deputado José Dirceu, que ao fugir da ditadura militar para Cuba, passou por cirurgias plásticas para mudar suas feições para que pudesse retornar ao Brasil sob uma outra identidade
Aguinaldo revelou, em sinopse de fevereiro de 2007,  que ao ser confrontado com a mulher que enganou e um filho cuja existência desconhecia, seu anti-herói, Ferraço, pensaria na possibilidade de se redimir. Acerca de sua heroína, ele indicou que seria inflexível em fazê-lo pagar por seus crimes e ser digno de tê-la de volta e ao filho. Ele indicou em entrevista ter se inspirado em Dostoievski para construir seu protagonista em busca de redenção.  Em 2013, em entrevista ao Canal Viva, o autor disse que também pensou em fazer da história de Evilásio a principal, porém temia uma possível rejeição do público, colocando-o como co-protagonista.

### Escolha do elenco
"Posso garantir, e é bom a TV Globo levar isso em conta, que sem Moscovis e Zé Mayer perderei boa parte da vontade de escrever essa novela."

— Aguinaldo Silva sobre não conseguir os atores que desejava para os papeis principais.
Susana Vieira, Renata Sorrah, Marília Gabriela e Bárbara Borges foram os primeiros nomes reservados para a novela ainda no final de 2006. Originalmente Carolina Dieckmann foi convidada para interpretar Maria Paula, porém a atriz teve que recusar por estar grávida. Mariana Ximenes foi a opção seguinte do autor, que revelou que desejava trabalhar com ela desde Porto dos Milagres, mas a atriz recusou por já ter aceito o convite para a novela seguinte, A Favorita, sendo que o papel ficou para Marjorie Estiano, que havia chamado atenção do autor por sua personagem em Páginas da Vida.
Aguinaldo revelou que escreveu o personagem Ferraço pensando em Eduardo Moscovis para interpretá-lo, no entanto ele recusou por não desejar mais fazer novelas, apenas seriados e cinema – o ator só voltaria para uma em A Regra do Jogo, em 2015, dez anos após sua última trama – e Dalton Vigh ficou com o papel após diversos testes com atores na faixa dos 40 anos. José Mayer teve que abrir mão do papel de Juvenal Antena por estar protagonizando o musical Um Boêmio no Céu na época. O papel que acabou ficando com Antônio Fagundes. O nome de Mussunzinho apareceu na abertura durante toda a apresentação da novela, mas ele não chegou a aparecer na trama.
Em abril de 2008 a atriz Mara Manzan afastou-se das gravações para tratar de um câncer no pulmão, e o autor Aguinaldo precisou reescrever diversas cenas da personagem Amara. Manzan iria ganhar uma nova personagem na trama, a vidente Madame Amora, gêmea de Amara, personagem essa que acabou sendo interpretada por Fafy Siqueira.
O ator Luís Melo chegou a ser escalado para uma participação especial no último capítulo como um novo professor da Universidade que se interessaria pela personagem Célia Mara; devido a compromissos com o teatro, o ator foi substituído por Augusto Madeira, que interpretou um médico.

### Cenografia
Um dos pontos de maior destaque da produção é o fato de abordar a favelização brasileira. Um dos cenários da telenovela é a fictícia favela da Portelinha, liderada pelo personagem Juvenal Antena (Antônio Fagundes). A Portelinha destaca-se por não apresentar infiltração de traficantes, sendo constituída meramente por trabalhadores. Inicialmente, ela se chamaria Mangueirinha, e seria situada em Jacarepaguá, Zona Oeste do Rio. A cidade cenográfica montada para a telenovela foi inspirada na favela de Rio das Pedras. Para a sua construção, a equipe da TV Globo realizou dezenas de visitas à comunidade, reconstituindo diversos trechos da comunidade de forma fiel, mas com alterações que possibilitassem à equipe de filmagem realizar as cenas, além da inclusão de novos lugares, como a escola de samba e o terreiro da personagem Setembrina. Quando um plano geral da Portelinha era exibido, entretanto, o que estava sendo exibido verdadeiramente era a favela de Rio das Pedras, alterada digitalmente para que fosse inserida, num espaço de sete quarteirões, a cidade cenográfica. A cidade cenográfica ocupava uma área de 6000 metros quadrados e possuía oito ruas, nas quais foram construídas 120 casas, uma igreja, a escola de samba da comunidade e 30 lojas, que serviam de cenário para a gravação da maior parte das cenas da produção. O ator Lázaro Ramos definiu a fictícia Portelinha como a visão do autor, Aguinaldo Silva, da favelização brasileira, pois "trata-se de uma junção de várias favelas e apresenta diversos personagens típicos desse ambiente".
Para o autor, Juvenal Antena, não era um miliciano, mas sim uma espécie de líder comunitário, inspirado em Hugo Chávez.
A escolha do nome, uma homenagem à escola de samba Portela, rendeu posteriomente ao diretor, Wolf Maya, e ao elenco um "troféu Águia de Ouro", criado especialmente pelo carnavalesco Cahê Rodrigues para "retribuir" a homenagem Além da Portelinha, a novela tem como base a cidade do Rio de Janeiro. Na primeira fase, foram gravadas cenas em Recife (onde o personagem de Ferraço foi criado), em São Bento do Sul, Santa Catarina (onde foi ambientada a fictícia cidade de Passaredo); e Canela, no Rio Grande do Sul. No início da segunda fase, várias cenas foram gravadas em Paris, na França, e na cidade de São Paulo. Em alguns dos últimos capítulos, foram gravadas cenas em Igarassu, no litoral de Pernambuco.

## Exibição

### Alta definição
Duas Caras foi a primeira novela da TV Globo gravada e exibida integralmente em alta definição (visto que algumas anteriores como a anterior, Paraíso Tropical e a das sete, Sete Pecados foram gravadas mas não exibidas em HDTV), o que na época fazia pouca diferença para os telespectadores, pois ainda não havia a transmissão com sinal digital disponível para todo o Brasil. Na produção, algumas mudanças passaram a ser implementadas pela Globo, como o uso de maquiagem mais uniforme e densa para evitar a percepção de falhas, além de cenários com melhor acabamento.

### Vinheta de abertura
Fazendo uso de papel reciclado, latas de refrigerante, retalhos e pedaços de fios, o artista plástico Sérgio Cezar desenvolveu, a pedido de Hans Donner, cerca de 1.500 maquetes que chegaram a ocupar aproximadamente 64m² do estúdio no qual foi gravada a abertura da novela. Intercalada com imagens em preto-e-branco da própria fabricação da mini-favela, a abertura dura cerca de 70 segundos, e mostra o crescimento da comunidade ao redor de dois luxuosos edifícios criados através de computação gráfica, que formam o logo da novela.

### Classificação etária
Quando da estreia, a trama foi classificada pelo Ministério da Justiça como imprópria para menores de 12 anos, classificação que se prolongou durante os primeiros dois meses e meio. Porém, devido às cenas excessivamente sensuais protagonizadas pela atriz Flávia Alessandra - intérprete de Alzira, pretensa enfermeira que trabalhava como "dançarina" num prostíbulo, a Uisqueria Cincinnati - e ao uso excessivo de palavrões, o órgão abriu um processo para reclassificá-la como imprópria para menores de 14 anos e inadequada para antes das 21 horas, e de fato, a partir do dia 24 de dezembro, a trama foi reclassificada como tal. Como forma de evitar a reclassificação, o autor Aguinaldo Silva chegou a insinuar que a explosão da boate estaria ligada a essa suposta "censura". Ainda que a TV Globo tenha recorrido do caso, alegando que a telenovela havia sofrido mudanças que a tornariam adequada para menores de 12 anos, a mesma acabou por permanecer nesta classificação. Porém isso não impediria sua exibição da novela no Vale a Pena Ver de Novo, pois em setembro de 2016 a vinculação horária a classificação indicativa foi derrubada. Em Portugal, a SIC classificou a novela como para maiores de 12 anos e recomenda-se o aconselhamento parental para idades inferiores.

### Exibição internacional
| Lista de países onde Duas Caras foi licenciada | |
| --- | --- |
| - África do Sul - Channel 161 - Albânia - TV Klan - Armênia - APMTV - Bolívia - Unitel - Cabo Verde - Chile - Canal 13 - Costa Rica - Repretel - Cuba - Cubavisión - El Salvador - Canal 2 - Equador - Ecuavisa - Estados Unidos - Mega TV, Pasiones TV e Canal Sur - Geórgia - Rustavi 2 - Hungria - Zone Romántica - Malawi - México - MVS TV - Namibia - Nicarágua - Televicentro e Canal 4 - Panamá - TVN - Peru - ATV - Polónia - Zone romántica - Portugal - SIC - República Dominicana - Tele Antillas - Quénia - K24 TV - Uruguai - Teledoce - Venezuela - Televen - Vietnã - VBC - Zâmbia | |
| | Esta lista não cita fontes confiáveis. Ajude a inserir referências. Conteúdo não verificável pode ser removido.—Encontre fontes: Google (N • L • A • I • WP refs) • ABW • CAPES (Março de 2023) |

### Outras mídias
Em 30 de agosto de 2021, foi disponibilizada na íntegra pelo Globoplay, como parte do Projeto Resgate.

## Audiência
Duas Caras obteve o menor índice de audiência de uma novela das 20h em seu capítulo de estreia, até então: média de 40 pontos, com picos de 51, suplantando o recorde negativo da antecessora, Paraíso Tropical, que em sua estreia marcou 41 pontos. Os dois capítulos seguintes de Duas Caras alcançaram números ainda menores (média de 35,5 no segundo, e 33,7 no terceiro).
Na quinta-feira, 29 de maio de 2008, bateu o seu recorde de audiência. De acordo com a assessoria de imprensa da Globo, a média consolidada do Ibope, foi de 52 pontos de média e 70% de share.
A novela teve média geral de 41,1 pontos, índice superior a todas as novelas seguintes. Foi a última novela no horário a ficar acima dos 40 pontos no Ibope, assim como a última da TV Globo e da televisão brasileira.

### Último capítulo
Duas Caras teve seu último capítulo exibido em um sábado, 31 de maio de 2008, e não foi reapresentada como outras novelas anteriores. Historicamente, aos sábados a audiência sofre uma grande queda em relação aos outros dias da semana e isso fez com que a novela tivesse até então a pior audiência de um último capítulo de uma novela da Globo no horário das 20h (47 pontos).

## Repercussão
A novela foi um êxito na América Latina, com exibições simultâneas em diversos países, e apontada pelos críticos estrangeiros como uma trama densa, intensa, que se afastava dos clichês típicos dos melodramas e que mostrava uma preocupação quase acadêmica com as diferenças sociais comuns ao espaço latino do continente. No Brasil, teve um público mais velho e mais rico que a novela anterior do autor, Senhora do Destino, com 32% dos telespectadores com idade acima dos 50 anos, um porcentual jovem – na faixa de 12 a 17 anos – de 8%, com 35% dos espectadores nas classes A e B, 50% da classe C e 15% das D e E. Considerada revolucionária por se afastar dos moldes tradicionais de vilões versus mocinhos, Duas Caras inovou ao fazer o público torcer pelo vilão (de Dalton Vigh) ao lado da mocinha (de Marjorie Estiano), ao mostrar personagens centrais com personalidades complexas, como Juvenal Antena (Antônio Fagundes) e Ferraço, e criar vários casais inter-raciais, como Júlia (Débora Falabella) e Evilásio (Lázaro Ramos), que não se prestavam necessariamente a criar polêmicas.
A redenção crível de Ferraço e a originalidade do final feliz entre a heroína e o vilão foram pontos destacados por especialistas em teledramaturgia em relação à trama. Os números indicaram que o público comprou a redenção do personagem: 91% de cerca de 125.212 votos consideraram que Ferraço poderia se regenerar. A reaproximação de Maria Paula e Ferraço foi um dos principais fatores responsáveis pelo aumento dos números de audiência Excepcionalmente criticada no início da novela, a atriz Marjorie Estiano, intérprete da protagonista, acabou caindo no gosto do público à medida que assumiu sua posição de justiceira na trama, e sua personagem foi apontada como uma das mocinhas alfa da teledramaturgia brasileira por sua determinação e capacidade de desestabilizar os homens.
Segundo enquete da Coluna de Patrícia Kogut, de 29 de maio de 2008, Gioconda (Marília Pêra) era a personagem mais popular da trama com 49% da preferência do público votante, o que foi confirmado também nas premiações de melhor atriz conquistadas pela novela. A atriz Alinne Moraes foi elogiada e sua vilã Sílvia foi muito popular entre os telespectadores. Os telespectadores pressionaram por um final feliz entre a heroína e seu antagonista, obrigando o autor Aguinaldo Silva a ceder a seus apelos. O romance entre a mocinha e o vilão impactou o público a ponto de mais de um milhão e setecentos votos decidirem no site da novela pelo destino amoroso da heroína Maria Paula e seus três pretendentes, com 53% preferindo a que terminasse ao lado do redimido Ferraço. Em enquete do site de Patrícia Kogut, encerrada em 31 de maio de 2008, 43,03% votaram que Ferraço e Maria Paula deveriam terminar juntos e felizes, 37% que deveriam terminar juntos depois dela se vingar do marido e apenas 19,9% dos internautas votaram que deveriam terminar a novela separados.
A cena da reconciliação da dupla no hospital era uma das mais vistas na internet até 2009 e foi responsável pelo capítulo de maior audiência da novela. A repercussão do casal ajudou a manter Same Mistake, música tema do par, como líder do Top 10 da Globo FM por várias semanas. Juvenal Antena (Antônio Fagundes) foi mencionado por José Alfredo (Alexandre Nero) na novela Império, do mesmo autor de Duas Caras. Na mesma novela, a vilã de Marjorie Estiano reviveu história semelhante a de sua mocinha em Duas Caras, mas em situação inversa: dessa vez ela foi a baleada ao salvar o protagonista e viveu entre delírios uma sonhada noite de amor na cama de um hospital.

## Música
Dentre as peculiaridades da trilha sonora da telenovela, encontra-se "Recomeçar", canção gospel interpretada pela cantora Aline Barros, a convite do próprio autor da telenovela. Aline foi a primeira cantora gospel a ter uma canção na trilha de uma novela da TV Globo.
Contrariando a trilha sonora nacional, a trilha internacional chegou a ocupar a primeira posição dos CDs mais vendidos do país, puxada pelo sucesso da canção Same Mistake, do cantor inglês James Blunt, que embalava o romance dos protagonistas, e So Much For You da cantora americana Ashley Tisdale.
Duas Caras foi a terceira novela a divulgar em CD sua trilha sonora em formato instrumental, fato que só havia acontecido anteriormente em Belíssima, de Sílvio de Abreu, e em Esperança, de Benedito Ruy Barbosa.
A produção musical da trama ficou a cargo de Victor Pozas, ex-produtor musical do seriado Malhação, que também trabalhou com a carreira musical da protagonista Marjorie Estiano.
A canção "No One", da cantora Alicia Keys, apesar de fazer parte da trilha internacional, abrindo o disco, não foi executada na novela.

## Prêmios
A trama de Aguinaldo Silva foi indicada a receber vários prêmios. Dentre eles, ela ganhou:
Prêmio Contigo! (2007):
- Melhor atriz coadjuvante - Marília Pêra
- Atriz revelação - Juliana Alves
- Ator revelação - Thiago Mendonça

 2º Prêmio Tudo de Bom - jornal O Dia (2008):
- Melhor atriz  - Marília Pêra
- Musa - Flávia Alessandra

Troféu Super Cap de Ouro (2008):
- Melhor ator - Antônio Fagundes
- Melhor ator - Lázaro Ramos

Meus Prêmios Nick (2008):
- Gata do ano - Juliana Knust

Prêmio Jovem Brasileiro (2008):
- Melhor ator - Thiago Mendonça

Prêmio Arte Qualidade Brasil (2008):
- Melhor ator - Antônio Fagundes
- Ator Revelaçâo - Thiago Mendonça

Prêmio Extra de TV (2008):
- Melhor ator - Antônio Fagundes
- Ator revelação - Thiago Mendonça

### Indicações
Melhores do Ano (2008):
- Melhor Ator - Antônio Fagundes
- Melhor atriz coadjuvante - Alinne Moraes

Capricho Awards (2008):
- Melhor atriz - Marjorie Estiano

Prêmio PMA (2008):
- Melhor atriz - Marjorie Estiano (prata, 2º lugar)

Prêmio Quem (2008):
- Melhor Ator - Antônio Fagundes

Prêmio Contigo! (2008):
- Melhor novela - Duas Caras
- Melhor autor - Aguinaldo Silva
- Melhor diretor - Wolf Maya
- Melhor ator - Antônio Fagundes, Dalton Vigh e Lázaro Ramos
- Melhor atriz - Susana Vieira, Alinne Moraes e Débora Falabella
- Melhor atriz coadjuvante - Flávia Alessandra
- Melhor ator revelação - Júlio Rocha e Wilson de Santos
- Melhor atriz revelação - Débora Nascimento
- Melhor ator mirim - Gabriel Sequeira
- Melhor atriz mirim - Luana Dandara

Prêmio Extra (2008):
- Melhor novela - Duas Caras
- Melhor atriz - Alinne Moraes
- Melhor ator coadjuvante - Stênio Garcia
- Melhor atriz revelação - Juliana Alves
- Melhor ator mirim - Gabriel Sequeira
- Melhor maquiagem

Prêmio Arte Qualidade Brasil (2008):
- Melhor novela - Duas Caras
- Melhor autor - Aguinaldo Silva
- Melhor diretor - Wolf Maya
- Melhor atriz - Alinne Moraes
- Melhor atriz coadjuvante - Marília Pera e Juliana Knust

Troféu Imprensa (2008 e 2009):
- Melhor novela - Duas Caras
- Melhor ator - Antônio Fagundes e Lázaro Ramos